# Měšťanský dům čp. 125 (Benešov nad Černou)
Dům čp. 125 je jedním ze dvou desítek památkově chráněných měšťanských domů v Benešově nad Černou ve východní části okresu Český Krumlov v Jihočeském kraji. Na rozdíl od ostatních domů na benešovském náměstí, u nichž se památková ochrana vztahuje pouze na jejich fasády, je tento objekt chráněn jako celek. Dům je zároveň součástí městské památkové zóny Benešov nad Černou, která byla stanovena na základě vyhlášky Ministerstva kultury České republiky č. 250/1995 Sb. ze dne 22. září 1995 a je zapsána v Ústředním seznamu kulturních památek ČR pod číslem 2355.

## Popis stavby
Objekt s číslem popisným 125 je jednopatrový dům na severní straně náměstí, přiléhající na své východní straně k rovněž památkově chráněné budově benešovské radnice. 

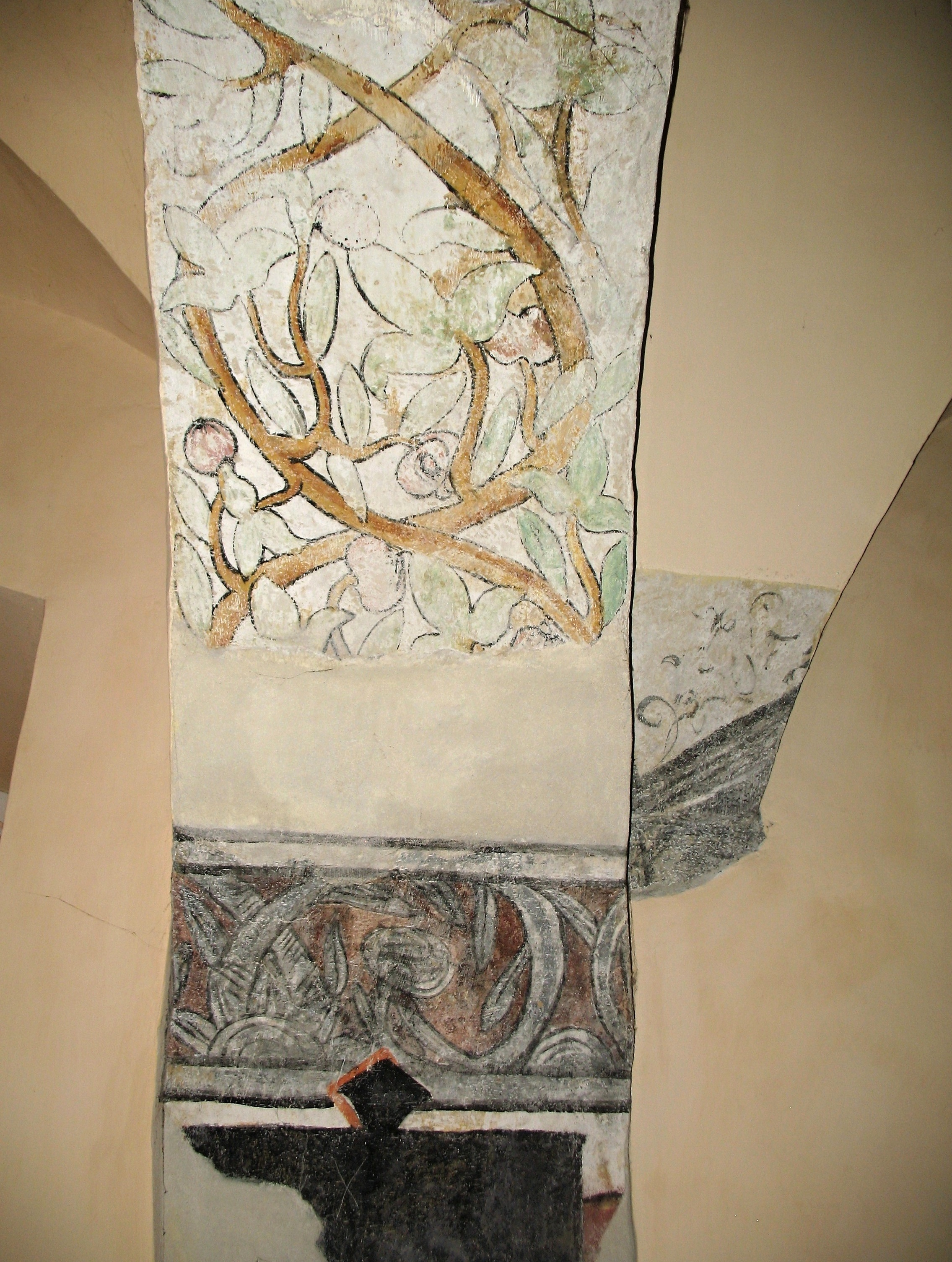
Detail renesanční fresky v přízemí domu

Tento řadový dům s průčelím z doby klasicismu, který oproti budově radnice vystupuje do náměstí, ve svém jádru obsahuje hodnotné stavební prvky, jako jsou pozdně gotické kamenné portály a zejména pak pozůstatky renesanční přestavby objektu. Interiéry domu jsou převážně renesanční, z tohoto období se například v přízemí zachovaly klenby, nadokenní římsy a fragmenty renesanční freskové výzdoby.
Dům byl zřejmě původně gotický, avšak patro i střecha byly již dostavěny nově. Historická zástavba zadního dílu parcely byla již v minulosti odstraněna, boční dvorní křídla byla zbourána a nahrazena novou stavbou, navazující na východní fasádu domu. V ní se nyní nachází dům pro seniory s pečovatelskou službou. 

## Historie
Podle historických pramenů byl Benešov nad Černou založen ve 13. století jako osada pod tvrzí místním pánem Benešem z Michalovic. První jmenovitá písemná zmínka o Benešovu pochází ovšem až z roku 1332, kdy byla zdejší kaple sv. Jakuba přebudována na kostel. Na městečko byl Benešov povýšen v roce 1383. Původně na místě měšťanského domu čp. 125 stály dva gotické domy, které byly později spojeny v jeden objekt. Renesanční přestavba rozlehlého objektu byla zakončena v roce 1579. Dům je v majetku obce, v přízemí se nachází informační centrum, dále zde sídlí obecní knihovna a některé místní lékařské ordinace.

## Okolí domu
Dům čp. 125 se nachází v samém centru městské památkové zóny. Většina ostatních domů na severní straně náměstí včetně sousední radnice je rovněž zapsána na seznamu nemovitých kulturních památek. Prakticky naproti domu se nachází jedna ze tří barokních kašen ve městě (pozn.: někdejší město má nyní pouze status obce), o několik desítek metrů dále směrem na východ stojí uprostřed náměstí barokní morový sloup se sochou svatého Jana Nepomuckého, pak následuje další barokní kašna a východní stranu náměstí uzavírá kostel svatého Jakuba Většího. Poblíž kostela se nachází autobusová zastávka, na kterou zajíždějí autobusy na linkách z Kaplice a Horní Stropnice. Podél náměstí kolem domů na jeho severní straně vede trasa naučné stezky "Brána Novohradských hor". 

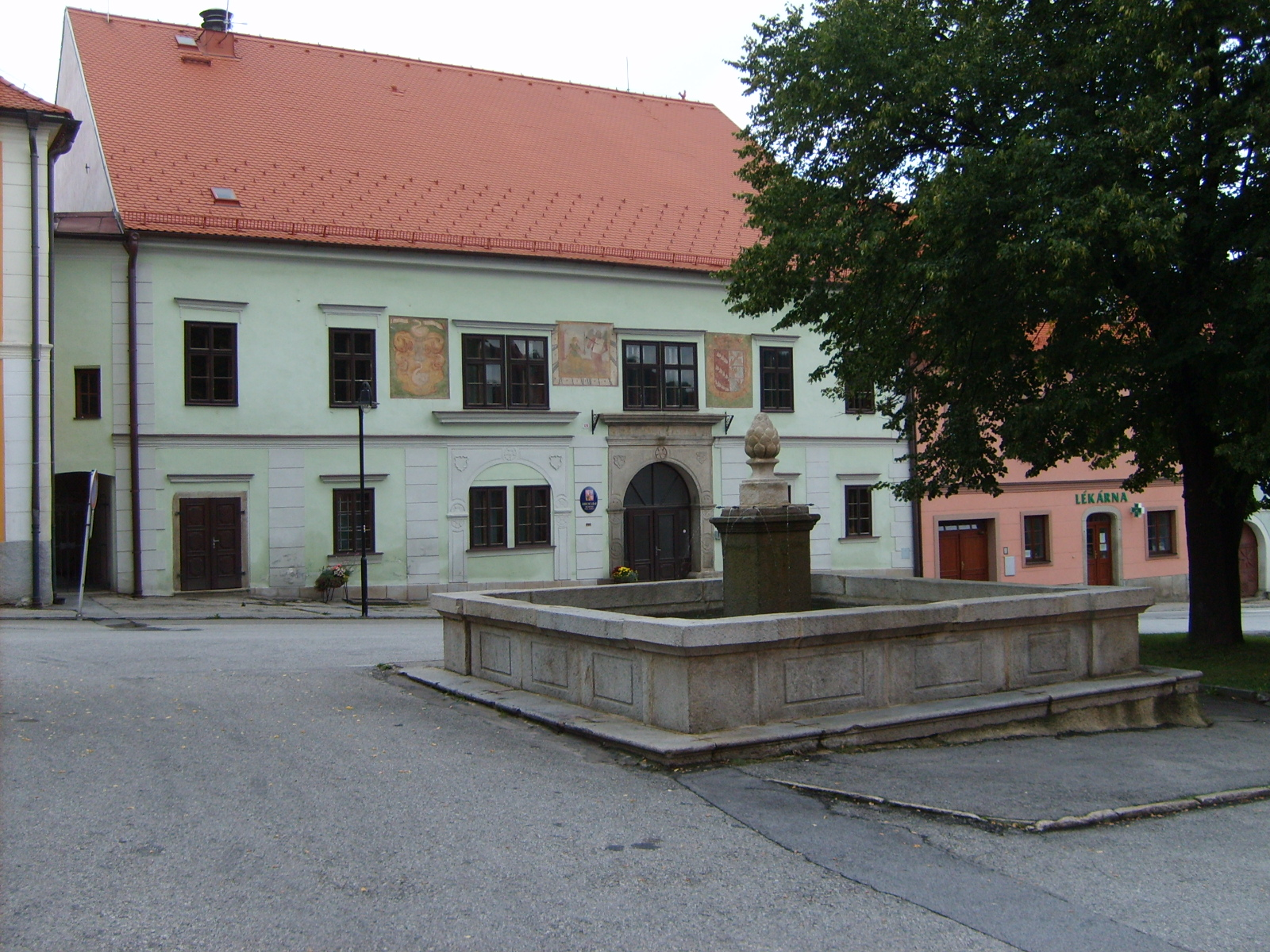
Barokní kašna před radnicí a čp. 125
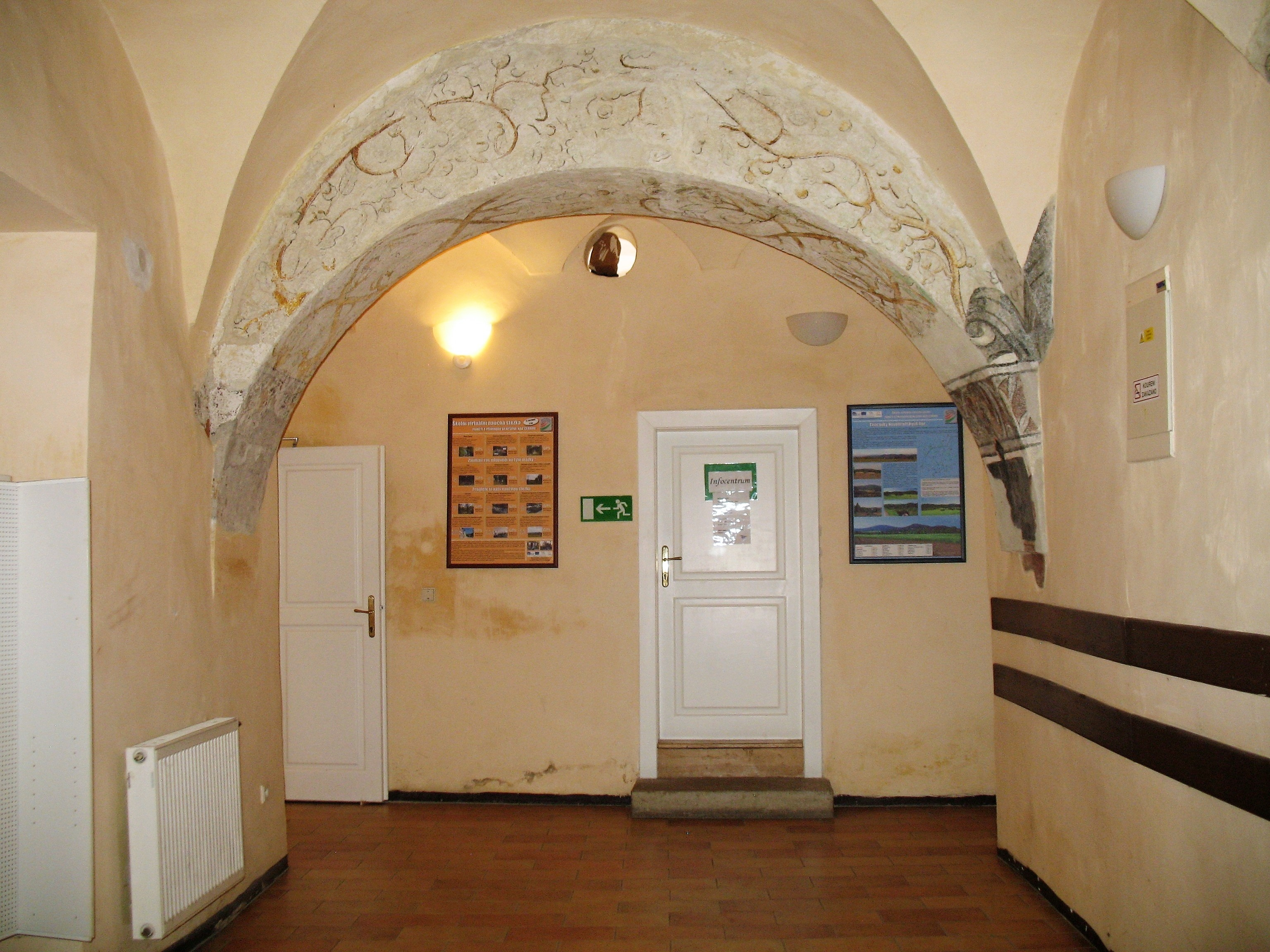
Renesanční strop u vchodu do infocentra
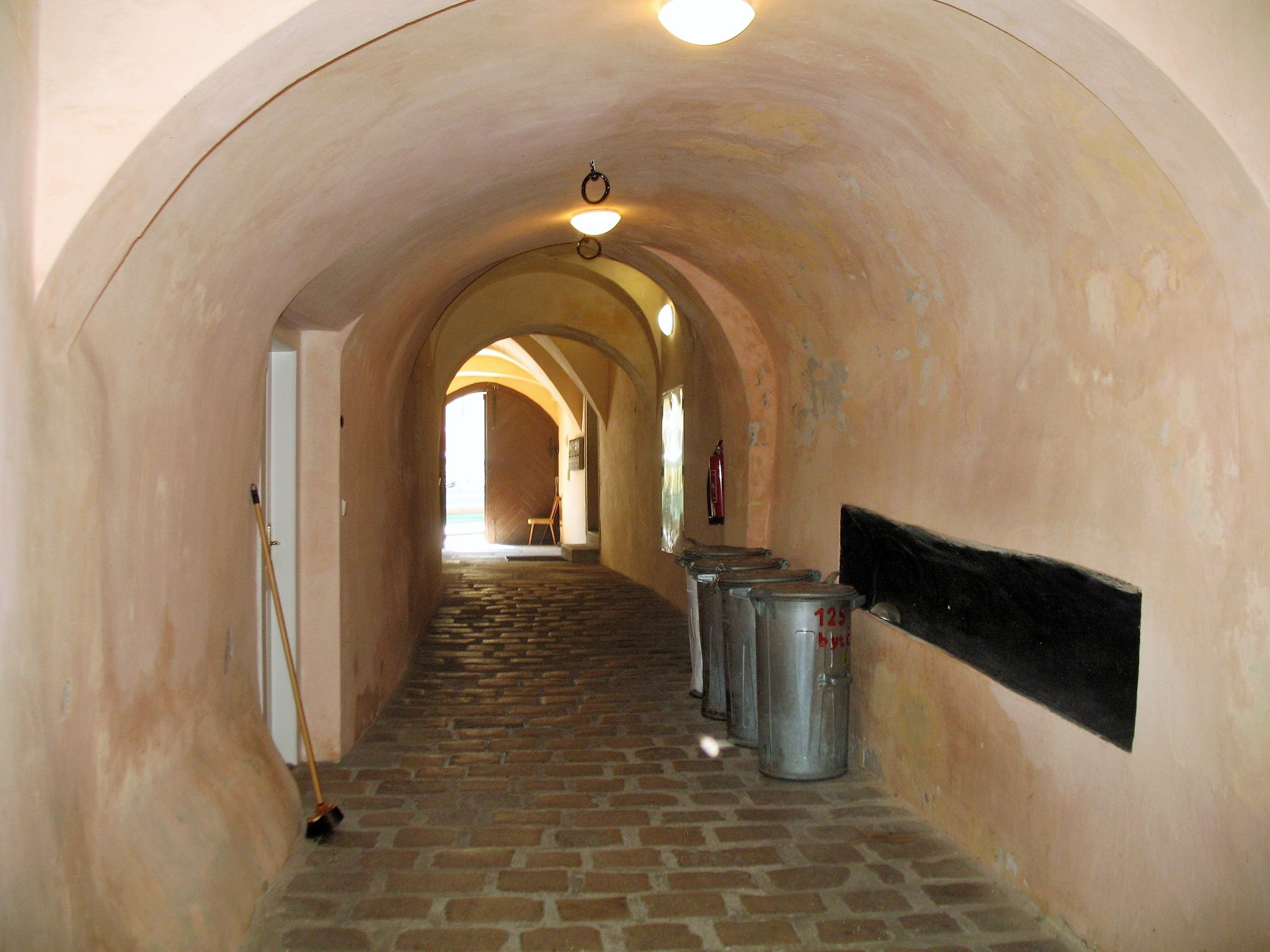
Chodba v přízemí domu čp. 125
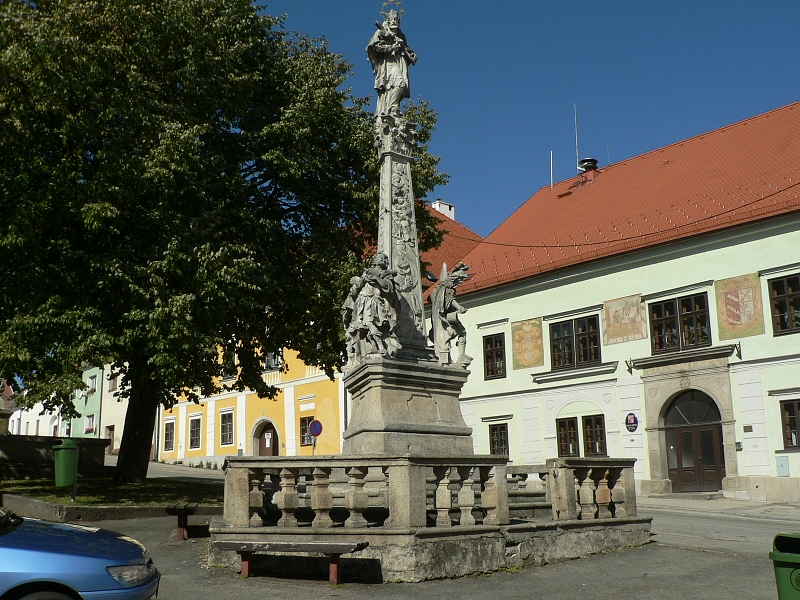
Morový sloup se sochou sv. Jana Nepomuckého